# 잎말이고치벌아과

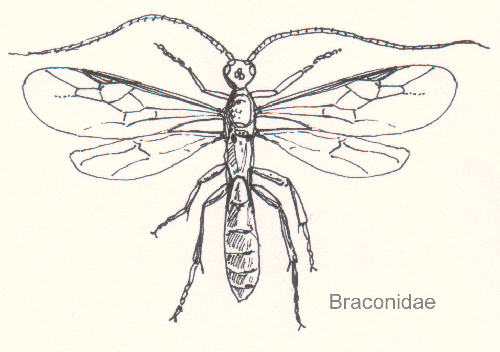
고치벌

잎말이고치벌아과(Macrocentrinae)는 고치벌과의 하위분류이다. 농업해충인 잎말이나방의 유충에 기생하여 번식한다.